# Al-Ankawi
Al-Ankawi (arab. العنكاوي) – miejscowość w Syrii, w muhafazie Hama. W 2004 roku liczyła 2298 mieszkańców.